# Daúd Gazale
Daúd Jared Gazale Álvarez (Concepción, 10 de agosto de 1984) é um futebolista chileno que joga como atacante no Oţelul Galaţi.

## Carreira
Formado no Deportes Concepción, foi promovido em 2004 para a equipe profissional, onde ficou até 2008, ano em que se transferiu para o Colo-Colo. No Colo-Colo foi campeão do Campeonato Chileno (Clausura) de 2008 e 2009. Em 2010, foi emprestado ao Huachipato, clube em que já havia jogado pelas categorias de base. Voltou ao Colo-Colo em 2011, onde ficou até meados desse ano, se transferindo para a Universidad Católica, onde foi campeão da Copa Chile da 2011.

## Estatísticas
Até 26 de fevereiro de 2012.

### Clubes
| Clube                | Temporada         | Campeonato nacional | Campeonato nacional | Copa nacional[a] | Copa nacional[a] | Competições continentais[b] | Competições continentais[b] | Outros torneios[c] | Outros torneios[c] | Total | Total |
| Clube                | Temporada         | Jogos               | Gols                | Jogos            | Gols             | Jogos                       | Gols                        | Jogos              | Gols               | Jogos | Gols  |
| -------------------- | ----------------- | ------------------- | ------------------- | ---------------- | ---------------- | --------------------------- | --------------------------- | ------------------ | ------------------ | ----- | ----- |
| Universidad Católica | 2011              | 7                   | 0                   | 5                | 1                | 2                           | 0                           | —                  | —                  | 14    | 1     |
| Universidad Católica | 2012              | 0                   | 0                   | 0                | 0                | 0                           | 0                           | —                  | —                  | 0     | 0     |
| Universidad Católica | Total             | 7                   | 0                   | 5                | 1                | 2                           | 0                           | —                  | —                  | 14    | 1     |
| Total na carreira    | Total na carreira | 7                   | 0                   | 5                | 1                | 2                           | 0                           | 0                  | 0                  | 14    | 1     |

- a. ^ Jogos da Copa Chile
- b. ^ Jogos da Copa Libertadores e Copa Sul-Americana
- c. ^ Jogos do Jogo amistoso

## Títulos
Colo-Colo
- Campeonato Chileno (Clausura): 2008 e 2009

Universidad Católica
- Copa Chile: 2011
- Copa Ciudad de Temuco: 2012